# سید حسین طباطبایی بروجردی
سید حسین طباطبایی بروجردی (۳ فروردین ۱۲۵۴ – ۱۰ فروردین ۱۳۴۰) مرجع شیعهٔ ایرانی بود. وی به مدت هفده سال مدیر حوزه علمیه قم بود و پس از درگذشت سید حسین طباطبایی قمی مرجعیت عامهٔ شیعیان را به مدت نزدیک به ۱۵ سال بر عهده داشت.

## تولد
سید حسین بروجردی در صفر ۱۲۹۲ در بروجرد به دنیا آمد. پدر وی سیدعلی طباطبایی و مادرش سیده آغابیگم هر دو از سادات طباطبایی بودند. نسب وی با ۳۲ واسطه، به حسن ابن علی (امام دوم شیعیان) می‌رسد.

## تحصیلات
طباطبایی پس از گذراندن مقدمات علوم در ۱۸ سالگی، وارد دارالعلم اصفهان شد و از ابو المعالی، سید مدرس و سید محمدباقر درچه‌ای سطوح فقه و اصول و ادبیات عرب را آموخت. همچنین چندین سال از حکیم میرزا جهانگیر خان قشقائی و محمدکاشانی حکمت و فلسفه و کلام و منطق آموخت و پس از هشت سال اقامت در اصفهان، به نجف رفت و پس از آن بیش از ۳۰ سال در شهر خود بروجرد، به تحقیق و تدریس پرداخت.
وی همچنین، در جریان خیزش قم در زمان رضاشاه، علی‌رغم حساسیت نیروهای امنیتی، در فرصتی مناسب از بروجرد خارج شده و برای همراه کردن مراجع نجف با خیزش، به طرف عتبات رفته و سپس با پیام حمایت مراجع آن‌جا به ایران آمد. تجربهٔ خیزش نورالله نجفی اصفهانی به عنوان مهم‌ترین حادثهٔ سیاسی زندگی او قبل از مرجعیت عامه تلقی می‌شود.
بروجردی، سال‌ها در نجف از آخوند خراسانی، سید محمد کاظم یزدی، مرتضی طالقانی و آقا شریعت اصفهانی در رشتهٔ خارج فقه و اصول تحصیل کرد، و خود در علوم عقلی و نقلی به مرتبهٔ اجتهاد و استادی ارتقاء یافت و در سن سی‌سالگی در ردیف استادان حوزهٔ نجف به تدریس پرداخت. بروجردی بعد از ده سال اقامت در عتبات، در سال ۱۳۲۸ از عراق وارد بروجرد شد و مدت چند سال در زادگاه خود به ترویج، تدریس و تألیف مشغول گشت و چند سفر به حوزهٔ قم رفت و آمد کرد که در برههٔ زمان در جملهٔ مدرسان حوزهٔ قم قرار گرفت و دیری نگذشت که پس از فوت حائری، به صورت تدریجی در رأس استادان بزرگ حوزهٔ قم قرار گرفت.

## ورود به قم
پس از درگذشت مؤسس حوزهٔ علمیهٔ قم، عبدالکریم حائری یزدی و همچنین درگذشت محمدحسین نائینی (از مراجع ساکن نجف) در سال ۱۳۵۵ قمری (۱۳۱۵ خورشیدی) و نیز درگذشت آقا ضیاءالدین عراقی در سال ۱۳۶۱ قمری (۱۳۲۱ خورشیدی)، مرجعیت عامهٔ شیعه تا سال ۱۳۶۵ قمری (۱۳۲۵ خورشیدی) بر عهدهٔ سید ابوالحسن اصفهانی بود. سید ابوالحسن اصفهانی در نجف ساکن بود و مرجعیت عامهٔ شیعه را بر عهده داشت. همچنین در آن سال‌ها سید حسین طباطبایی قمی در کربلا ساکن بود و مشغول تدریس برای طلاب حوزهٔ کربلا بود.
پس از درگذشت سید ابوالحسن اصفهانی و سید حسین طباطبایی قمی در سال ۱۳۶۵ قمری، سید حسین طباطبایی بروجردی عهده‌دار مرجعیت شیعیان گشت و این مقام تا ۱۵ سال ادامه یافت.
پس از درگذشت عبدالکریم حائری یزدی مؤسس حوزهٔ علمیه قم در سال ۱۳۱۵ خورشیدی، ادارهٔ حوزه بر عهدهٔ سه تن از مراجع تقلید شیعه: سید محمدتقی خوانساری، سید محمد حجت کوه‌کمری و سید صدرالدین صدر قرار گرفت. این مراجع به مدت هشت سال حوزهٔ قم را اداره کردند. در سال ۱۳۲۳ خورشیدی به دنبال بیماری سید حسین بروجردی و بستری شدن وی در بیمارستان فیروزآبادی شهر ری، روحانیون قم به‌خصوص سید صدر الدین صدر برای دعوت وی به قم و اقامت در آن شهر، اصرار زیادی ورزیدند. در نهایت پس از دعوت روحانیون قم، سید حسین بروجردی در عصر روز پنجشنبه، ۲۱ دی ۱۳۲۳ مطابق با ۲۶ محرم ۱۳۶۴ وارد قم شد. با شنیدن این خبر، جمعی از روحانیون (حجت کوه کمری، صدر، خوانساری، فیض، سیدمحمدمحقق داماد، سیداحمدشبیری زنجانی و… و مردم شهر تا پل عسگری که در آن زمان بیرون شهر بود به پیشواز آمدند و از او استقبال کردند.
با ورود سید حسین بروجردی به قم، سید صدرالدین صدر، محل اقامهٔ نماز خود را در اختیار وی قرار داد. سید محمد حجت محل تدریس خود که محل تدریس عبدالکریم حائری یزدی بود را به وی واگذار کرد و سید محمد تقی خوانساری نیز اقامه نماز جمعه را به وی واگذار کرد؛ بروجردی بنا به نظرات فقهی خود از اقامهٔ نماز جمعه امتناع کرد. این سه مرجع تقلید در هر قضیه ای بعد از مشورت با سید حسین بروجردی اظهارنظر و مداخله می‌کردند و وی نیز در هر امری با آنان مشورت می‌کرد و برایشان احترام قائل بود. در هنگام بیماری سید محمد تقی خوانساری و سید محمد حجت، با گریه برایشان دعا می‌کرد و طبیب بر بالینشان می‌فرستاد.

## دیدگاه‌ها

### اندیشه تقریب مذاهب اسلامی
سید حسین بروجردی از دارالتقریب که در سال ۱۳۲۷ در قاهره با دبیر کلی شیخ محمد تقی قمی شکل گرفت، حمایت می‌کرد. محمد واعظ‌زاده خراسانی از شاگردانش که با دارالتقریب مصر ارتباط داشت، می‌گوید توجه بروجردی به تقریب مذاهب اسلامی نشانگر اهتمام وی به وحدت و انسجام مسلمانان است.
بروجردی معتقد بود که شیعه در عصر حاضر باید بر مقام علمی اهل بیت تأکید ورزد و اگر شیعه به استناد حدیث ثقلین به مرجعیت علمی اهل بیت اکتفا کند، قادر خواهد بود همهٔ مسلمانان را پیرامون اهل بیت جمع کند.

### سیاست
موضع بروجردی در مورد سیاست کاملاً محافظه‌کارانه بود و او نگران بود که دخالت مرجعیت در سیاست و کارکرد اشتباه آن به نام دین نوشته شود. وی در مورد جنبش ملی شدن صنعت نفت گفت که «من در قضایایی که وارد نباشم و آغاز و پایان را ندانم و نتوانم پیش‌بینی کنم، وارد نمی‌شوم. قضیهٔ ملی شدن صنعت نفت را نمی‌دانم چیست، چه خواهد شد و در آینده در دست چه کسانی خواهد بود. البته روحانیت نباید به هیچ وجه با این حرکت مخالفت کند، که اگر با این حرکت مردمی مخالفت کند و این حرکت ناکام بماند، در تاریخ ایران ضبط خواهد شد که روحانیت مانع شد؛ لذا به آقای بهبهانی و علمای تهران نوشتم که مخالفت نکنند.» او همچنین مخالف شرکت طلاب در انتخابات مجلس بود. رابطهٔ بروجردی با اسلام‌گرایان تندرو نیز تیره بود و در بهار ۱۳۳۱ دیدار با نواب صفوی و یارانش را نپذیرفته بود.
صادق طباطبایی به نقل از پدرش می‌گوید که: «چند روز بعد که اصحاب آیت‌الله بروجردی، از جمله پدرم در محضر ایشان بودند، یکی از بزرگان و از مدرسان حوزه که ظاهراً پدر آیت‌الله فاضل لنکرانی، مرجع معاصر، بود علت این رفتار را از آقای بروجردی سؤال کرده و می‌پرسد چرا این افراد را که خواهان حکومت اسلامی هستند، نپذیرفتید؟ ایشان در جواب می‌گویند: این آقایان می‌خواهند شاه را بردارند ولی امثال شما را به جای او بگذارند. شخصی دیگری که ظاهراً مرحوم آیت‌الله کبیر، از علمای بزرگ و فقهای برجسته بوده‌است می‌پرسد، مگر چه اشکالی دارد؟ آیت‌الله بروجردی در جواب می‌گویند، اشکال بزرگ این امر در این‌جا است که شاه با اسلحه، توپ و تفنگ به جان مردم می‌افتد، با این اسلحه می‌شود مقابله کرد ولی اگر شما به جای او نشستید، اسلحهٔ شما، ایمان و عقاید مردم است که به جان مردم می‌اندازید. با این اسلحه نمی‌توان به راحتی مقابله کرد و لذا دین و ایمان مردم به بازی گرفته می‌شود». حسینعلی منتظری نیز می‌گوید که «کسانی همچون مرحوم ربانی شیرازی، آ شیخ علی لر و آقای شیخ اسماعیل ملایری مبعوث شدند که به این غائله (فدائیان اسلام) خاتمه دهند. کار به جایی رسید که یک شب بعد از نماز مغرب و عشا طرفداران مرحوم نواب آمدند در مدرسه فیضیه شعار بدهند، آقایان تعقیبشان کردند و آن‌ها رفتند تهران».
بنا به گفتهٔ صادق خلخالی، سید روح‌الله خمینی موضع سیاسی بروجردی را نمی‌پسندید و اعدام فدائیان خلق، نقطهٔ جدایی آن‌ها شد. خلخالی در کتاب خاطرات خود نوشت: «همین کارها نیز باعث شد که امام از بیت آقای بروجردی فاصله گرفت و دیگر رفت و آمد خود را عملاً قطع کرد.» از سوی دیگر بروجردی نیز این حمایت روح‌الله خمینی از فدائیان را نمی‌پسندید و می‌گفت «من نمی‌دانم چرا بعضی از عقلای قم از این‌ها حمایت می‌کردند». مرتضی مطهری نیز به همین دلیل با نوشتن نامه‌ای، از قم به تهران رفت. منتظری نقل می‌کند که «من رفتم خدمت ایشان [بروجردی] و گفتم آقای مطهری این نامه را دادند خدمت شما و خداحافظی هم کردند. آقای بروجردی نامه را نگرفت، گفتم بالأخره ایشان گفته… با ناراحتی نامه را کنار زد».

### اصلاحات ارضی
بروجردی یکی از مخالفان سرسخت اصلاحات ارضی بود. این مخالفت در حدی بود که محمدرضا پهلوی طرح اصلاحات ارضی را تا زمان درگذشت وی عملیاتی نکرد. البته وی شاه را تهدید کرده بود که اگر اصلاحات ارضی را عملیاتی کند، زمین به‌دست آمده از اصلاحات اراضی را حرام یا نجس اعلام خواهد کرد. در همان دوران، بروجردی فتوای حرام بودن رادیو و تلویزیون و پپسی کولا را نیز اعلام کرد.

### بهائی‌ستیزی
پس از استقرار آیت‌الله بروجردی در قم در آذر ماه سال ۱۳۲۳، به گفتهٔ یکی از شاگردان او به نام احمدعلی احمدی شاهرودی، وی «برای از بین بردن» بهائی‌ها تلاش می‌کرد، و شاگردانش را به شهرهای مختلف می‌فرستاد «تا علیه بهاییت تبلیغ» کنند. چون احمدی و چند نفر دیگر از آنها به حضور بروجردی رفتند تا «از دستورها ایشان مطلع شوند»، وی به آنها گفت: «بروید و اینها (بهاییها) را بکشید! اگر توانستید بکشید! بکشید و اطمینان داشته باشید!». در پی این دستور، یا شاید بی ارتباط با آن، در گوشه و کنار ایران چند بهائی کشته شدند، و قاتلین که اغلب به صورت گروهی عمل می‌کردند، اگر هم دستگیر می‌شدند، با حمایت و نفوذ علما از مجازات مصون می‌ماندند. برای مثال می‌توان به قتل حبیب‌الله هوشمند و نوزاد شیرخوارش در سروستان و مهندس جوانی به نام عباس شهیدزاده در شاهی، هر سه فقره در سال ۱۳۲۶، و قتل دکتر سلیمان برجیس در سال ۱۳۲۸ در کاشان اشاره کرد. اقدامات آیت‌الله بروجردی، آیت‌الله سید محمد بهبهانی و آیت‌الله کاشانی سبب آزادی هشت قاتل برجیس شد. قاتلین این پزشک بهائی را با هشتاد و یک ضربه کارد کشته بودند و خود به شهربانی رفته و به این کار اقرار کرده بودند.

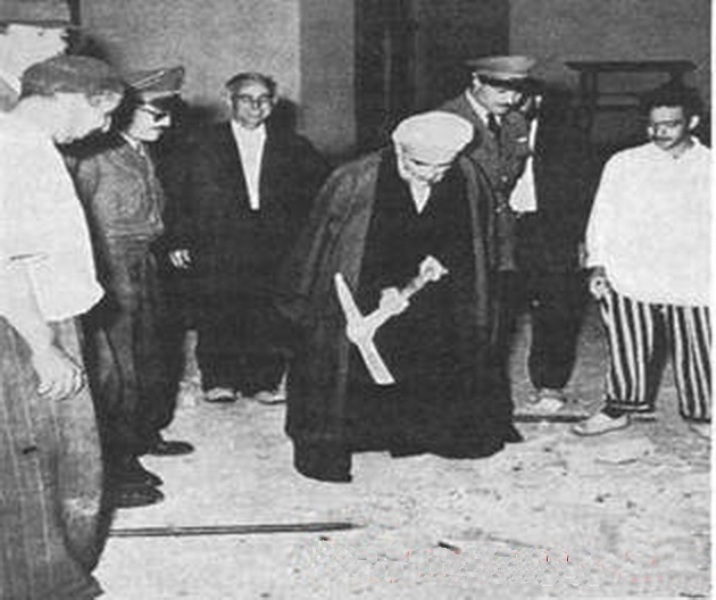
محمدتقی فلسفی، در حال تخریب حظیرةالقدس

جدی‌ترین موج آزار بهائیان در دوران پهلوی از رمضان ۱۳۳۴ آغاز شد؛ هنگامی که به درخواست بروجردی حکومت به محمدتقی فلسفی اجازه داد در رادیوی سراسری بر ضد بهائیان، به وعظ و خطابه بپردازد و عوام را علیه بهائیان بشوراند. موجی از بهائی‌ستیزی در کشور به راه افتاد و در بسیاری از نقاط بهائیان با قتل و غارت مواجه شدند. یکی از دلایل این موج از بهائی‌ستیزی این بود که شاه به دستگاه روحانیون دینی که به او کمک کرده بودند با کودتا علیه مصدق قدرت را بازپس گیرد احساس دِین می‌کرد. این کار همچنین برای منحرف کردن افکار عمومی از سیاست‌های نامحبوب شاه انجام شد. در اثر تحریکات روحانیون در تهران، دولت دستور مصادرهٔ دارائی‌ها و املاک بهائی را در شهرهای مختلف کشور صادر نمود. اوضاع با تصمیم دولت در تصرف مقر ملّی جامعهٔ بهائی و اقدام به تخریب گنبد حظیرةالقدس بدتر شد. در نتیجه تشویق دولت توسط علمای مذهبی، برای اقدام علیه بهائیان، مقامات به‌طور مستقیم در تخریب گنبد مرکز بهائیان (حظیرةالقدس) در تهران دخالت کردند. در تهران، در مقابل گزارش‌گران کشورهای خارجی، روحانیون کلنگ در دست در معیت فرماندهان ارتش اقدام به مشارکت در تخریب گنبد حظیرةالقدس نمودند.
رئیس ستاد ارتش، نادر باتمانقلیچ، و فرماندار نظامی تهران، تیمور بختیار، که بعداً رئیس ساواک شد، به نمایندگان روحانیون پیوستند تا شخصاً در تخریب این ساختمان شرکت کنند. همان زمان، دولت اعلام کرد که دستور سرکوب کلیهٔ فعّالیّت‌های «فرقه بهائی» را صادر کرده‌است. بلافاصله موجی از خشونت ضد بهائی کشور را فرا گرفت. در این دوره تعداد زیادی از بهائیان به قتل رسیدند یا اموالشان مصادره و تخریب شد، بعضی مورد تجاوز جنسی قرار گرفتند و بهائیانی که در دولت کار می‌کردند اخراج شدند و اقدامات متعدد دیگری برای آزار بهائیان به صورت فردی یا گروهی انجام شد. خانهٔ باب در شیراز، مهم‌ترین مکان مقدّس بهائیان، غارت و تخریب شد. گورستان‌های بهائیان توقیف و برای تخریب به دست اوباش سپرده شد. اجساد بهائیان در خیابان‌ها کشانده و در ملاء عام سوزانده شد.

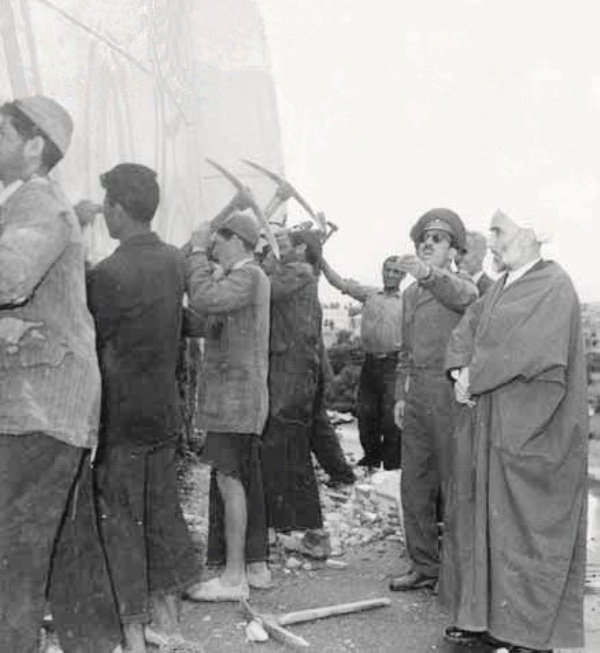
محمدتقی فلسفی در حال تماشای تخریب حظیرةالقدس

به نوشتهٔ شاهرخ اخوی، در ۹ مه همان سال متن تلگرام تبریک سید عبدالله بهبهانی به سید حسین طباطبایی بروجردی و شاه به خاطر تخریب گنبد مرکز بهائیان در تهران و تصرف آن توسط نظامیان در مطبوعات منتشر شد. بهبهانی ارتش شاهنشاهی ایران را ارتش اسلام نامید و به شاه اطمینان داد که این اقدام او باعث برانگیخته شدن شور هواداری مؤمنان می‌شود. او در خواست کرد سالگرد این روز به عنوان یک روز تعطیل دینی در نظر گرفته شود. آیت‌الله بروجردی، که آغازگر این آزار و کشتار بود، نامه‌ای سرگشاده به فلسفی به خاطر خدماتش به اسلام و سلطنت منتشر کرد. در این نامه، بروجردی آئین بهائی را به عنوان یک توطئه توصیف کرده بود که دولت و همچنین دین ملّی را به خطر می‌اندازد و خواستار پاکسازی عمومی بهائیان از همه مناصب خدمات عمومی شده بود. فشار جامعهٔ جهانی بهائی، مطبوعات خارجی، سازمان ملل متحد و کشورهای خارجی باعث شد که شاه نتواند مقاومت کند. به مجرد پخش اخبار جنایت، تجاوز و غارت علیه اعضای جامعهٔ بهائی ایران، موجی از مخالفت‌های بین‌المللی از طریق رسانه‌ها علیه دولت ایران به دلیل اینکه اجازه چنین رفتارهایی را داده بود، به راه افتاد. این آبروریزی، شاه را که نگران چنین انتقادهایی از سوی خارج بود، مجبور کرد که همکاری خود را با روحانیون متوقف کند و جلوی آنچه در حال رخ دادن بود را بگیرد.

## درگذشت

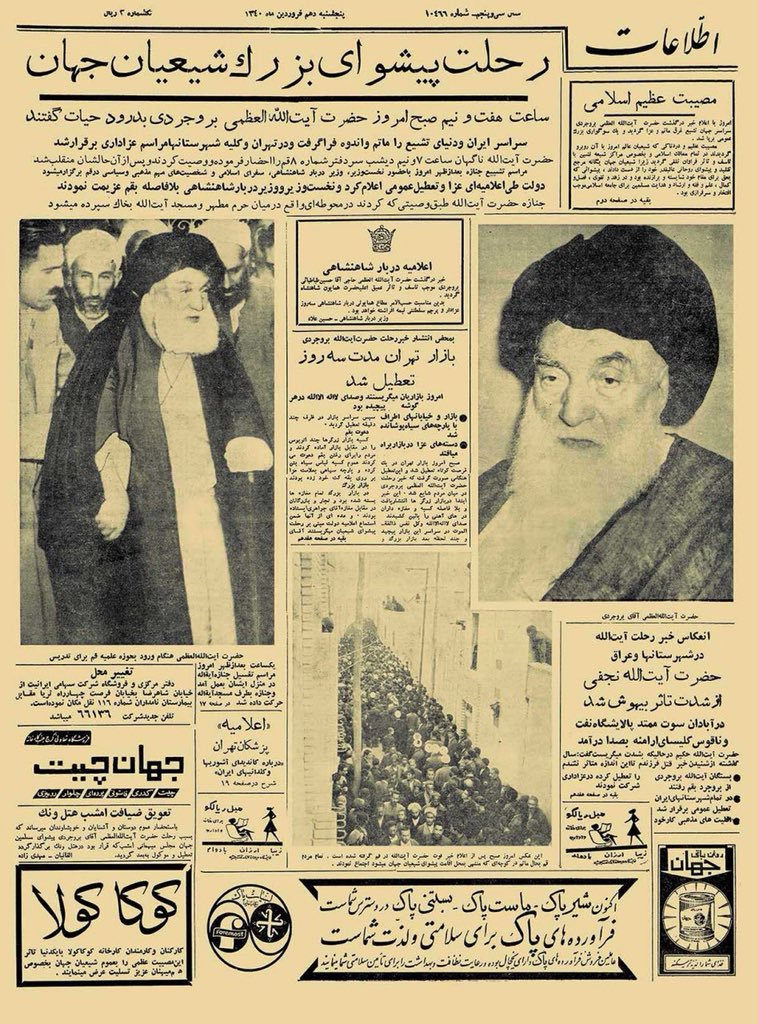
صفحه اول روزنامه اطلاعات، پنجشنبه دهم فروردین ۱۳۴۰ شمسی، شماره ۱۰۴۶۶

وی در ۱۰ فروردین ۱۳۴۰ (شوال ۱۳۸۰) در سن ۸۶ سالگی بر اثر بیماری قلبی درگذشت و در حرم فاطمه معصومه در قم به خاک سپرده شد. با این حال که او مقامی سیاسی و حزبی نداشت و به جز عراق و حجاز جای دیگری نرفته بود، خبر فوت او بازتابی وسیعی داشت، و دولت نیز تعطیل و راهی قم شد و سه روز عزای عمومی اعلام شد. شهربانی کافه‌ها را بست. در عراق و پاکستان سه روز عزای عمومی، و در سوریه، لبنان و کویت عزاداری شد. بازار تهران نیز تعطیل شد. سفیر شوروی پیام تسلیت فرستاد و بیشتر سفارتخانه‌های خارجی در تهران، در آن روز با پرچم‌های نیمه افراشته تعطیل شدند.

## سرنوشت حوزه علمیه

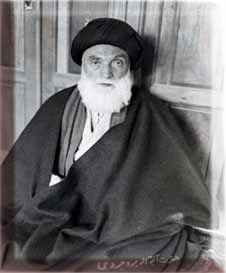
سید حسین طباطبایی بروجردی

بعد از درگذشت سید حسین بروجردی، جلسه ای با حضور روحانیون قم در منزل مرتضی حائری یزدی تشکیل و تصمیم گرفته شد که نیمی از شهریه پرداختی سید حسین بروجردی که مبلغی در حدود ۷۵ هزار تومان بود را، سید محمدرضا گلپایگانی و نیم دیگر را سید محمدکاظم شریعتمداری تقبل کنند. همچنین سید شهاب الدین مرعشی نجفی نیز مُهرِ نان طلاب را تقبل کرد. در این دوران سید احمد خوانساری در تهران به اقامه نماز جماعت و تدریس خارج فقه و اصول برای فضلای تهران اهتمام داشت. عده‌ای از علماء و معاریف حوزه در صدد بودند، سید احمد خوانساری را به قم دعوت و به‌عنوان مرجع عامه شیعه بعد از سید حسین بروجردی به مردم معرفی نمایند.

## روش اجتهادی
او همچون علمای سلف خود مثل شیخ مفید، سید مرتضی، شیخ طوسی، شیخ طبرسی و سید محمدمهدی بحرالعلوم دارای جامعیتی در علوم اسلامی است. وی در فقه شیوه‌ای استنباطی را به کار برد.
شیوه او در فقه بر چند محور استوار است:
1. اهمیت به آراء قدماء
2. اهمیت به روایات و فتاوای
3. تکیه بر ادله و روایات اولیه
4. ریشه یابی مسائل

## تألیفات
سید حسین طباطبایی بروجردی بر کتاب‌های فقیه شیخ صدوق، تهذیب الاحکام و استبصار شیخ طوسی، خصال و رجال و آمالی و علل الشرایع اسانیدی ضمیمه کرد. وی حاشیه بر کفایه آخوند خراسانی و نهایه طوسی نگاشت.
چند مورد از کتاب‌های او عبارت است از:
- حاشیه علی کفایه الاصول
- المهدی فی کتب اهل السنه
- الآثار المنظومه، انیس المقلدین
- مجمع الفروع، مناسک الحج
- جامع احادیث الشیعه
- مستدرک فهرست منتخب الدین
- تجرید اسانید الامانی
- تجرید اسانید الاستبصار.

نخستین بار از روی رسالهٔ عملیهٔ او کتاب توضیح المسائل نوشته شد که در زمان حیات و به تأیید خودش به چاپ رسید.